# Comutação de mensagens
A comutação por mensagens foi o precursor da comutação de pacotes, onde mensagens eram roteadas na rede inteira, um hop por vez. Sistemas de comutação de mensagens são hoje em dia geralmente implementados sobre comutação de pacotes ou de circuitos.
E-mail é um exemplo de um sistema de comutação de mensagens.
```
Ao contrário da comunicação de circuito, na comutação de mensagem não é necessário o estabelecimento de um caminho entre as estações envolvidas.
```